# Királyok völgye 16

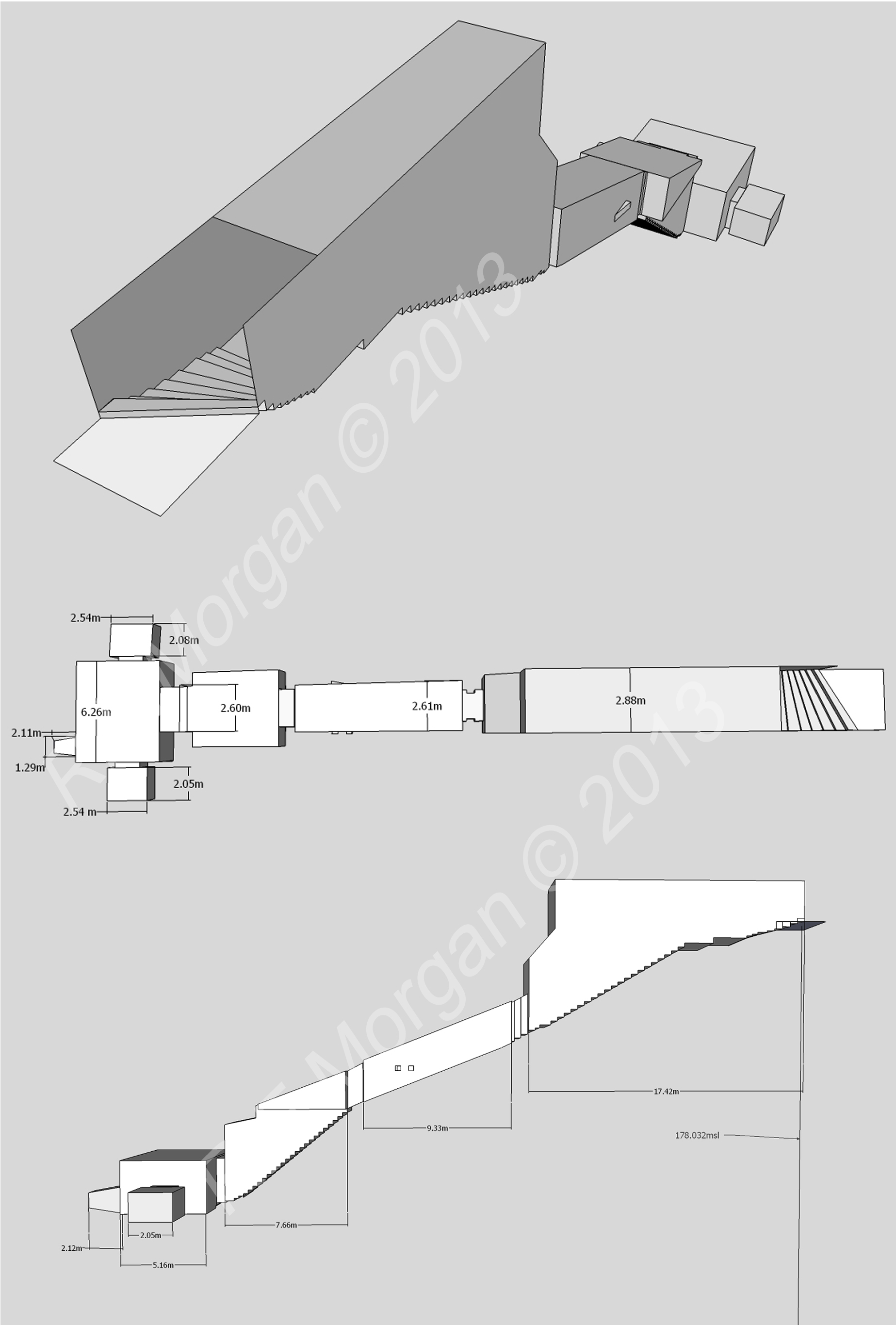
A sír izometrikus képe, alaprajza és oldalnézeti metszete egy 3D-modell alapján

A Királyok völgye 16 (KV16) egy egyiptomi sír a Királyok völgye keleti völgyében, a délkeleti vádiban. A XIX. dinasztia első fáraójának, I. Ramszesznek a sírja. Giovanni Battista Belzoni fedezte fel 1817-ben.
Mivel I. Ramszesz idős emberként került trónra és kevesebb mint két évig uralkodott, kevés idő maradt sírja elkészítésére. Mind a fáraó, mind felesége, Szitré sírja (Királynék völgye 38) egyszerű alaprajzú, befejezetlen, díszítése festett domborműves alakok helyett csak festett alakokból áll. Mindkét sír azt mutatja, hogy a munkások igyekeztek legalább a legalapvetőbb munkálatokkal elkészülni és így a legfontosabb feladatokat előrevenni. Erik Hornung rámutat, hogy I. Ramszesz sírja emiatt nagyon jól mutatja, mi számított létfontosságú elemnek egy sír díszítése során.
A sír egyenes tengelyű, hossza 49,34 m, területe 147,94 m². A fáraó haláláig csak a bejárata és első folyosója készült el. Egy rövid bejárati lépcsőt rövid folyosó követ (ennek falaiban két lyuk tarthatta a gerendát, melyhez erősítve leengedték a szarkofágot), majd hosszabb lépcső, folyosó és újabb lépcső vezet le a sírkamrába. A sírkamrából összesen három mellékkamra nyílik, kétoldalt (ezek egyikében lehetett a kanópuszláda), valamint a lépcsővel szemközti fal baloldali sarkában – ez lehet, hogy a sírkamra tervezett bővítésének megkezdése, melyet félbehagytak. Magasan a sírkamra falában mélyedések tartották az ún. varázstéglákat. Az előző fáraó, Horemheb sírjához (KV57) hasonlóan ezt a sírt is a Kapuk könyve jelenetei díszítik, emellett a sírkamrában az elhunytat különféle istenekkel ábrázolják.
A sírkamrában jelenleg is ott áll a fáraó vörös kvarcit szarkofágja, bár a testet már az ókorban elvitték innen. A szarkofágfedél törött, ami arra utal, a sírt a XX. vagy a XXI. dinasztia idején kifosztották. Ramszesz testét a szomszédos KV17 sírban rejtették el, majd Sziamon tizedik évében több más múmiával együtt a Dejr el-Bahari-i rejtekhelyre (TT320) került. A sírt ezután lezárták.
Belzoni 1817-ben ásatott itt Henry Salt megbízásából. 1825-ben James Burton térképezte fel a sírt. 1828-29-ben a francia-toszkán expedíció, 1844-45-ben Karl Richard Lepsius, 1957-ben Alexandre Piankoff végzett epigráfiai felmérést a sírban.
A sír károsodott az áradásoktól, de díszítése sok helyen szépen fennmaradt. A Régiségek Legfelsőbb Tanácsa támasztékkal látta el a sírkamrát, helyreállította a szarkofágot, lépcsőkkel és világítással látta el a sírt, mely látogatható.

## Külső hivatkozások
- Theban Mapping Project: KV16